# Queen Anne’s Men
Queen Anne’s Men (deutsch: „Männer der Königin Anne“) waren eine Theatertruppe in der Ära Jakob I.
Die Gruppe wurde anlässlich der Thronbesteigung von Jakob I. im Jahr 1603 gegründet und erhielt den Namen ihrer Patronin, der Ehefrau von Jakob, Anna von Dänemark. Es handelte sich um die Vereinigung zweier bereits bestehender Unternehmen, nämlich der Oxford’s Men und der Worcester’s Men. Zu den prominentesten Mitgliedern zählten Christopher Beeston und der Schauspieler und Dramatiker Thomas Heywood, der viele Werke, darunter The Tragedy of the Rape of Lucrece (Die Tragödie von Lucretias Schändung) (im Jahre 1608 gedruckt) und The Golden Age (Das goldene Zeitalter) (im Jahre 1611 gedruckt) zu dem Erfolg der Theaterkompanie beisteuerte. Der populäre Clown William Kempe war ebenfalls noch Bestandteil der Truppe, als er 1603, noch im Jahr der Gründung, verstarb.

## Mitglieder
1604 erhielten zehn Mitglieder der neu formierten Theaterkompanie jeweils den Betrag von 4,5 Pfund um rote Kleidung zu kaufen, welche sie anlässlich der Krönungsfeierlichkeiten am 15. März tragen sollten. Diese zehn Schauspieler waren: Beeston, Heywood, Richard Perkins, Thomas Greene, John Duke, James Holt, Robert Beeston, Robert Lee, Robert Pallant und Thomas Swinerton. Sie waren es auch, die 1609 in der Theaterlizenz aufgeführt wurden (allerdings wurde Pallant hier fehlerhaft mit dem Vornamen „Richard“ benannt).
Richard Perkins entwickelte sich zum Hauptdarsteller der Kompanie und erlangte den Ruf eines großen Tragödienschauspielers. John Duke war 1602 von den Lord Chamberlain’s Men, zusammen mit Christopher Beeston, zu den Worcester’s Men gekommen. Über Robert Beeston ist wenig bekannt, obwohl der gebräuchliche Name darauf hindeutet, dass er ein Verwandter von Christopher war. Brüderpaare waren in dieser Zeit keine Seltenheit in Schauspieltruppen: so die Brüder John und Laurence Dutton in Oxford’s Men, später Queen Elizabeth’s Men in den 1580er Jahren oder Anthony und Humphrey Jeffes im frühen 17. Jahrhundert bei den Admiral’s Men, bzw. Prince Henry’s Men. Robert Pallant, Sohn des gleichnamigen Pallant der Queen Anne’s Truppe, übernahm ca. 1620 weibliche Rollen bei den King’s Men, wie die Lord Chamberlain’s Men später hießen.
Thomas Greene war der Hauptkomiker des Unternehmens. Er soll einmal unter großem Beifall 65einen Pavian auf der Bühne dargestellt haben. Greene war in einem Theaterstück von 1611 (The City Gallant von John Cooke (fl. c. 1611)) so eng mit seiner Rolle als Bubble verbunden, in welcher er auch seinen richtigen Namen aufsagen ließ, dass das Stück dauerhaft in Greene’s Tu Quoque umbenannt wurde.

## Theater und Aufführungen
Die Queen Anne’s Men traten zunächst im Boar’s Head Inn auf, einem Londoner Inn-Yard Theatre. Und anschließend am Curtain Theatre – hier spielten sie 1607 The Travels of the Three English Brothers, von William Rowley, John Day und George Wilkins; dieses Stück führten sie aber noch im selben Jahr, als erste Theaterkompanie überhaupt, im neu erbauten Red Bull Theatre in Clerkenwell auf. Jedoch scheiterte im Jahr darauf die Premiere von John Websters Tragödie The White Devil, da an diesem trüben Wintertag – in dem nicht überdachten Red Bull – nur wenige Zuschauer erschienen.
Trotz ihrer königlichen Patronage scheinen die Queen Anne’s Men in ihrem ersten Jahrzehnt nur sporadisch am Hofe aufgetreten zu sein – im Durchschnitt weniger als einmal pro Jahr. Am 12. und 13. Januar 1612 schloss sich die Kompanie für zwei Aufführungen am Hof mit den King’s Men zusammen: The Silver Age und The Rape of Lucrece. Queen Anne’s Men spielten im Winter 1613 schon zwei Mal am Hof und im folgenden Winter drei Mal. Und der Winter 1645/16 sah sie bereits vier Mal am Hofe. Im Sommer tourten sie durch die Provinzen.

## Stil
Das Unternehmen erlangte den Ruf, ein relativ einfaches Theater für ein lautes Publikum zu sein. Ihr Stil hatte jedoch einige überraschende Aspekte. Sie waren nämlich recht kreativ in Bezug auf Spezialeffekte: Folgende Regieanweisungen aus Heywoods The Silver Age sind überliefert:
- „Pluto tritt ein, mit einer Keule aus Feuer, einer brennende Krone ... und einer Garde von Teufeln, alle mit brennenden Waffen“
- „Jupiter in seiner Pracht erscheint unter einem Regenbogen“
- „Donner, Blitze, Jupiter steigt majestätisch herab, sein Blitzstrahl brennt“
- „... Feuerwerk im und über dem ganzen Haus“[5]

## Späte Jahre
1616 wechselte die Truppe ans Cockpit Theatre an der zunehmend angesagten Drury Lane. Dieser letzte Wechsel führte dazu, dass das Theater von Christopher Beeston deutlich höhere Eintrittspreise verlangte. Das wiederum empörte die Zuschauer und nur wenige Wochen später, am „Shrove Tuesday“ (Fastnachtsdienstag) gab es die üblichen Lehrlingsunruhen, wobei diesmal das Cockpit das Ziel der Zerstörungen war. Nach dem Wiederaufbau blieben die Queen Anne’s Men allerdings nur wenige Jahre dort, bevor sie wieder zum Red Bull zurückgingen.
Als Königin Anne im Jahre 1619 verstarb, wurden die Schauspieler damit auch ihres namengebenden Patrons beraubt; Sie machten weiter als Company of the Revels (Theatergesellschaft der Feste) oder auch einfach als Red Bull Company, benannt nach ihrem Haustheater. Die letzten Jahre waren von einem großen Rechtsstreit geprägt: Die Witwe von Thomas Greene, die als Susan Baskerville wieder verheiratet war, wurde aufgrund des Anteils ihres verstorbenen Mannes an der Truppe und der damit verbundenen Kredite, die sie im Laufe der Jahre erweitert hatte, verklagt. Das Ergebnis der sogenannten Baskerville- oder Worth/Baskerville-Klage war, dass die Schauspieler unterlagen und das Unternehmen 1623 zur Auflösung gezwungen wurde.
Einige Mitglieder der aufgelösten Truppe wechselten daraufhin zu anderen Kompanien.